# Ecorregión terrestre
Una ecorregión terrestre es un área donde la composición de las especies que contiene es relativamente homogénea, y claramente distinguible de las otras áreas adyacentes. Ecológicamente, se trata de unidades fuertemente cohesionadas, lo suficientemente grandes para abarcar los procesos ecológicos o la historia de vida de la mayoría de sus especies sedentarias que en ella habitan. 
En este contexto, el término terrestre se utiliza para significar "de la superficie emergida" suelos y rocas, y no en el sentido más general "de la tierra" como sinónimo de planeta. Por lo tanto, en esta categorización quedan excluidos los océanos y los cuerpos de agua dulce, ya que para ambos se han creado categorizaciones propias.
Los especialistas dividen a la superficie terrestre del planeta en 14 zonas ecológicas principales, que contienen 867 ecorregiones terrestres, aunque el número total varía según los autores.  
Las 14 zonas ecológicas terrestres (o ecozonas) siguen los límites principales de la flora y la fauna identificadas  por los botánicos y zoólogos. Estos límites generalmente siguen las fronteras continentales, o barreras principales en la distribución de plantas y animales. Los límites de las ecorregiones a menudo no son tan decisivos o no son bien reconocidos, por lo que están sujetos a un mayor desacuerdo.
Las ecorregiones se clasifican por tipo de bioma, que son las principales comunidades vegetales mundiales, las que están determinadas por las precipitaciones y la temperatura.  
Las ecorregiones terrestres han sido delimitadas por The Nature Conservancy (TNC) y el Fondo Mundial para la Naturaleza (WWF) para ayudar en las actividades de conservación de los ecosistemas terrestres. Se las define como "una unidad grande de tierra que contiene un conjunto geográficamente distinto de especies, comunidades naturales y condiciones ambientales". Los límites de una ecorregión terrestre no son fijos ni nítidos, pues estas abarcan un área en la que importantes procesos ecológicos y evolutivos interactúan más fuertemente. Estos límites se aproximan a la extensión original de las comunidades naturales, antes de su destrucción y reconversión por parte del hombre.

## Historia y características
La biodiversidad no se distribuye uniformemente en toda la Tierra, sigue patrones complejos determinados por el clima, la topografía, y la historia evolutiva del planeta. Desde el siglo XIX se intenta clasificar los ecosistemas presentes en todo el mundo, y son numerosos los científicos que han propuesto distintos sistemas.
El sistema de ecorregiones mundial vigente en 2013 tiene su origen en el diseño de las 142 ecorregiones terrestres que fueron catalogadas como prioritarias para su conservación por el Global 200.
Posteriormente, TNC, WWF, y otros grupos de especialistas refinaron y ampliaron este esquema para proporcionar un sistema que cubre la totalidad de la superficie emergida del planeta, creando el sistema de ecorregiones terrestres del mundo.
El esquema utilizado para designar y clasificar las ecorregiones terrestres es análogo al utilizado para definir los otros tipos de ecorregiones. Para su desarrollo requirió profundos análisis de toda la biota terrestre global. 
A escala mundial, la estructura desarrollada se compone de un sistema jerarquizado, que incluye todas las ecorregiones terrestres, las que se agrupan en provincias terrestres, que a su vez se aglutinan en reinos terrestres.
Todas las unidades espaciales se definieron sobre bases biogeográficas ampliamente comparables. La información examinada se relaciona a hábitat, características geomorfológicas predominantes, suelos, temperatura, precipitación, fauna, flora, formaciones vegetales dominantes, etc. gracias a los cuales se logró identificar las áreas y sus límites. En muchos casos, estos enfoques divergentes fueron compatibles, dado el estrecho vínculo entre la diversidad biológica y los factores subyacentes abióticos.
Se tuvo en cuenta especialmente: la riqueza total de especies, el número de endemismos, la  singularidad taxonómica (por ejemplo, únicos géneros o familias, taxones relictos, linajes primitivos, etc.), fenómenos ecológicos o evolutivos inusuales (por ejemplo, fauna de vertebrados de gran tamaño o que realizan migraciones, extraordinarias radiaciones adaptativas), rareza global del tipo de hábitat principal, etc.

## Categorías
La definición de las categorías empleadas es la siguiente.
Reinos.
Es el mayor sistema de unidades espaciales. Se basa en el concepto de reinos terrestres, descrito por Udvardy en el año 1975: áreas de tamaño continental o subcontinental con rasgos unificadores de su geografía, fauna, flora, y vegetación. 
Provincias.
La categoría que anida dentro de los Reinos es la de provincia. Las provincias son:
Grandes áreas definidas por la presencia de biotas distintas que tienen al menos cierta cohesión a lo largo del marco de tiempo evolutivo.
Las provincias tienen algún nivel de endemismo, principalmente a nivel de las especies. Aunque tiene algún papel el aislamiento histórico, muchas de estas biotas han surgido como resultado de los rasgos distintivos abióticos que circunscriben sus límites.  
Ecorregiones.
Las ecorregiones son las unidades de más pequeña escala en el sistema de ecorregiones terrestres del mundo.  Se las define de este modo:
Son áreas donde la composición de sus especies es relativamente homogénea, y claramente distinta de las ecorregiones adyacentes. La composición de las especies es generalmente determinado por el predominio de un pequeño número de ecosistemas y / o un conjunto distintivo de características topográficas. Los agentes biogeográficos dominantes que fuerzan la definición de las ecorregiones variar de un lugar a otro, pero pueden incluir aislamiento, regímenes de temperatura, regímenes de pluviosidad, suelos, etc. El tener niveles importantes de endemismo es una clave determinante en la identificación de una ecorregión terrestres.

## Grandes grupos ecológicos
Biogeográficamente, las ecorregiones terrestres se agrupan entre las 8 grandes regiones ecológicas del planeta: 
- Australasia
- Antártica
- Indo-Malaya
- Paleártica
- Neártica
- Neotropical
- Afrotropical
- Oceanía

Ecológicamente, las ecorregiones terrestres se agrupan en 14 grandes grupos o tipos de hábitat principales. Estos reflejan la gran diversidad de organismos adaptados a la vida en el medio terrestre. Estos ambientes varían desde los bosques fríos hiper húmedos hasta los más tórridos y secos desiertos, desde las pluviselvas ecuatoriales hasta las tundras polares. También se incluyen  todas las comunidades terrestres en las más variadas altitudes, cubriendo topográficamente desde los manglares a orillas del mar hasta los prados alpinos del Himalaya.
- Desiertos y matorrales xéricos (Deserts and xeric shrublands)

- Bosques latifoliados húmedos tropicales y subtropicales  (Tropical and subtropical moist broadleaf forests)

- Bosques latifoliados secos tropicales y subtropicales  (Tropical and subtropical dry broadleaf forests)

- Bosques de coníferas tropicales y subtropicales  (Tropical and suptropical coniferous forests)

- Bosques latifoliados templados y bosques mixtos  (Temperate broadleaf and mixed forests)

- Bosques de coníferas templado   (Temperate Coniferous Forest)

- Bosques boreales / Taiga (Boreal forests / Taiga)

- Pastizales, sabanas, y matorrales tropicales y subtropicales  (Tropical and subtropical grasslands, savannas and shrublands)

- Pastizales, sabanas, y matorrales templados  (Temperate grasslands, savannas and shrublands)

- Praderas y sabanas inundadas  (Flooded grasslands and savannas)

- Pastizales y matorrales montanos (Montane grasslands and shrublands)

- Tundra (Tundra)

- Bosques, montes, y matorrales mediterráneos (Mediterranean Forests, woodlands and scrubs)

- Manglares – (Mangroves)